# Liste de membres de l'Académie royale espagnole
Cette page présente la liste des membres passés et actuels de l'Académie royale espagnole.

## Sièges
| Sommaire Sièges de lettre majuscule ou minuscule de l'alphabet | Sommaire Sièges de lettre majuscule ou minuscule de l'alphabet | Sommaire Sièges de lettre majuscule ou minuscule de l'alphabet | Sommaire Sièges de lettre majuscule ou minuscule de l'alphabet | Sommaire Sièges de lettre majuscule ou minuscule de l'alphabet | Sommaire Sièges de lettre majuscule ou minuscule de l'alphabet | Sommaire Sièges de lettre majuscule ou minuscule de l'alphabet | Sommaire Sièges de lettre majuscule ou minuscule de l'alphabet | Sommaire Sièges de lettre majuscule ou minuscule de l'alphabet | Sommaire Sièges de lettre majuscule ou minuscule de l'alphabet | Sommaire Sièges de lettre majuscule ou minuscule de l'alphabet | Sommaire Sièges de lettre majuscule ou minuscule de l'alphabet | Sommaire Sièges de lettre majuscule ou minuscule de l'alphabet | Sommaire Sièges de lettre majuscule ou minuscule de l'alphabet | Sommaire Sièges de lettre majuscule ou minuscule de l'alphabet | Sommaire Sièges de lettre majuscule ou minuscule de l'alphabet | Sommaire Sièges de lettre majuscule ou minuscule de l'alphabet | Sommaire Sièges de lettre majuscule ou minuscule de l'alphabet | Sommaire Sièges de lettre majuscule ou minuscule de l'alphabet | Sommaire Sièges de lettre majuscule ou minuscule de l'alphabet | Sommaire Sièges de lettre majuscule ou minuscule de l'alphabet | Sommaire Sièges de lettre majuscule ou minuscule de l'alphabet | Sommaire Sièges de lettre majuscule ou minuscule de l'alphabet | Sommaire Sièges de lettre majuscule ou minuscule de l'alphabet |   |
| -------------------------------------------------------------- | -------------------------------------------------------------- | -------------------------------------------------------------- | -------------------------------------------------------------- | -------------------------------------------------------------- | -------------------------------------------------------------- | -------------------------------------------------------------- | -------------------------------------------------------------- | -------------------------------------------------------------- | -------------------------------------------------------------- | -------------------------------------------------------------- | -------------------------------------------------------------- | -------------------------------------------------------------- | -------------------------------------------------------------- | -------------------------------------------------------------- | -------------------------------------------------------------- | -------------------------------------------------------------- | -------------------------------------------------------------- | -------------------------------------------------------------- | -------------------------------------------------------------- | -------------------------------------------------------------- | -------------------------------------------------------------- | -------------------------------------------------------------- | -------------------------------------------------------------- | - |
| A                                                              | B                                                              | C                                                              | D                                                              | E                                                              | F                                                              | G                                                              | H                                                              | I                                                              | J                                                              | K                                                              | L                                                              | M                                                              | N                                                              |                                                                | O                                                              | P                                                              | Q                                                              | R                                                              | S                                                              | T                                                              | U                                                              | V                                                              | X                                                              | Z |
| a                                                              | b                                                              | c                                                              | d                                                              | e                                                              | f                                                              | g                                                              | h                                                              | i                                                              | j                                                              | k                                                              | l                                                              | m                                                              | n                                                              | ñ                                                              | o                                                              | p                                                              | q                                                              | r                                                              | s                                                              | t                                                              | u                                                              |                                                                |                                                                |   |

| catalan (1.ª) | catalan (2.ª) | valencien | majorquin | galicien (1.ª) | galicien (2.ª) | basque (1.ª) | basque (2.ª) |

| Sièges de lettres majuscules | Sièges de lettres minuscules |
| --- | --- |
| 1. 1713-1725: Juan Manuel Fernández Pacheco y Zúñiga, marqués de Villena. Fundateur et premier Directeur de la RAE (1713-1725) 2. 1726-1750: Tomás Pascual de Azpeitia y Orozco 3. 1750-1775: José Antonio Abreu y Bertodano, marqués de la Regalía 4. 1775-1807: Antonio Tavira Almazán 5. 1807-1813: Eugenio de la Peña 6. 1814-1860: Eugenio de Tapia García 7. 1860-1871: Severo Catalina del Amo 8. 1871-1884: Agustín Pascual González 9. 1884-1913: Luis Pidal y Mon, marqués de Pidal 10. 1914-1915: Juan Menéndez Pidal 11. 1920: Mariano de Cavia y Lac. N’est pas entré en fonction. 12. 1921-1926: Adolfo Bonilla y San Martín 13. 1926-1978: Vicente García de Diego. Directeur accidentel de la RAE (1965-1968) 14. 1979-2021: Manuel Seco Reymundo | 1. 1847-1906: Juan de la Pezuela y Ceballos, conde de Cheste. Directeur de la RAE (1873-1906) 2. 1909-1909: Antonio Hernández Fajarnés 3. 1910-1934: Leopoldo Cano y Masas 4. 1935-1956: Pío Baroja y Nessi 5. 1960-1982: Juan Antonio de Zunzunegui y Loredo 6. 1984-1995: Elena Quiroga de Abarca 7. 1997-2003: Domingo Ynduráin Muñoz 8. 2006-act.: Pedro García Barreno |
| 1. 1713-1735: Juan de Ferreras y García, académico fundador 2. 1735-1747: Jacinto de Mendoza 3. 1747-1759: García de Montoya 4. 1759-1777: Juan Trigueros 5. 1777-1779: Vicente Gutiérrez de los Ríos 6. 1779-1780: Francisco Capilla 7. 1780-1798: Manuel Uriarte de la Hoz 8. 1798-1812: Joaquín Juan Flores 9. 1812-1814: Juan Meléndez Valdés 10. 1814-1817: Agustín de Silva y Palafox, duque de Híjar 11. 1817-1830: José de Bucareli 12. 1833-1834: Eugenio de Guzmán, conde de Montijo 13. 1840-1873: Manuel Bretón de los Herreros 14. 1878-1912: Eduardo Saavedra y Moragas 15. 1915-1943: Ricardo León y Román 16. 1946-1972: Narciso Alonso Cortés 17. 1973-1998: Emilio Alarcos Llorach 18. 2000-2007: Fernando Fernán Gómez 19. 2008-2012: José Luis Borau Moradell 20. 2014-act.: Aurora Egido Martínez | 1. 1847-1865: Joaquín Francisco Pacheco y Gutiérrez Calderón 2. 1874-1882: José de Selgas y Carrasco 3. 1883-1901: Víctor Balaguer y Cirera 4. 1902-1968: Ramón Menéndez Pidal. Directeur de la RAE (1925-1939 y 1947-1968) 5. 1970-1994: Vicente Enrique y Tarancón, arzobispo de Toledo 6. 1996-2011: Eliseo Álvarez-Arenas Pacheco 7. 2013-act.: Miguel Sáenz Sagaseta de Ilúrdoz |
| 1. 1713-1714: Gabriel Álvarez de Toledo, académico fundador 2. 1714-1725: Alonso Rodríguez Castañón 3. 1725-1746: Andrés Fernández Pacheco, marqués de Villena 4. 1746-1775: Francisco Antonio de Angulo 5. 1775-1814: Manuel de Lardizábal y Uribe 6. 1820-1862: Francisco Martínez de la Rosa. Directeur de la RAE (1839-1862) 7. 1863-1871: Luis González Bravo 8. 1872-1884: Antonio Benavides Fernández de Navarrete 9. 1893: Cristino Martos Balbi. N’est pas entré en fonction. 10. 1893-1901: Miguel Colmeiro y Penido 11. 1904-1905: José María Asensio y Toledo 12. 1906: Antonio Fernández Grilo. N’est pas entré en fonction. 13. 1928: Juan Vázquez de Mella Fanjul. N’est pas entré en fonction. 14. 1962: Ramón Pérez de Ayala y Fernández del Portal. N’est pas entré en fonction. 15. 1964-1992: Luis Rosales Camacho 16. 1995-act.: Luis Goytisolo Gay                                                                  | 1. 1847-1865: Ángel de Saavedra y Ramírez de Baquedano, duque de Rivas. Directeur de la RAE (1862-1865) 2. 1867-1897: Antonio Cánovas del Castillo 3. 1899-1927: Daniel de Cortázar Larrubia 4. 1927-1936: Amalio Gimeno y Cabañas, conde de Gimeno 5. 1979-1986: Pedro Sainz Rodríguez 6. 1988: Manuel Fernández-Galiano Fernández. N’est pas entré en fonction. 7. 1990-1991: Ricardo Gullón Fernández 8. 1992-act.: Víctor García de la Concha. Directeur de la RAE (1998-2010) |
| 1. 1713-1743: Andrés González Barcia, académico fundador 2. 1743-1753: Fray Antonio Ventura de Prado 3. 1754-1781: Fernando Magallón 4. 1781-1797: Enrique Ramos 5. 1797-1844: Martín Fernández de Navarrete y Jiménez de Tejada 6. 1847-1858: Manuel López Cepero 7. 1859-1871: Pedro Felipe Monlau y Roca 8. 1880-1899: Emilio Castelar y Ripoll 9. 1900-1923: Jacinto Octavio Picón Bouchet 10. 1924-1931: José Francos Rodríguez 11. 1931-1949: Niceto Alcalá-Zamora y Torres 12. 1951-1966: Melchor Fernández Almagro 13. 1967-2006: Alonso Zamora Vicente 14. 2008-act.: Darío Villanueva Prieto . Directeur de la RAE (2015-2018) | 1. 1847-1862: Agustín Durán y de Vicente Yáñez 2. 1863-1914: Enrique Ramírez de Saavedra y de Cueto, duque de Rivas 3. 1919-1944: Miguel Asín Palacios 4. 1948-1990: Dámaso Alonso y Fernández de las Redondas. Directeur de la RAE (1968-1982) 5. 1991-2020: Francisco Rodríguez Adrados |
| 1. 1713-1730: Juan Interián de Ayala, académico fundador 2. 1730-1751: Casimiro de Ustáriz y Azuara, marqués de Ustáriz 3. 1751-1754: Ignacio de Luzán Claramunt de Suelves y Gurrea 4. 1754-1763: Javier de Aguirre, marqués de Montehermoso 5. 1763-1802: Pedro Rodríguez de Campomanes 6. 1802-1830: Antonio Ranz Romanillos 7. 1830-1861: José del Castillo y Ayensa 8. 1861-1901: Ramón de Campoamor y Campoosorio 9. 1902-1922: José Ortega Munilla 10. 1925-1944: Joaquín Álvarez Quintero 11. 1946-1975: Juan Ignacio Luca de Tena y García de Torres, marqués de Luca de Tena 12. 1977-1999: Gonzalo Torrente Ballester 13. 2002-act.: Carmen Iglesias Cano, condesa de Gisbert | 1. 1847-1882: Ramón de Mesonero Romanos 2. 1894-1916: José Echegaray y Eizaguirre 3. 1919: Julio Burell y Cuéllar. N’est pas entré en fonction. 4. 1920-1963: Gabriel Maura y Gamazo, duque de Maura 5. 1963-1972: Julio Guillén Tato 6. 1975-2010: Miguel Delibes Setién 7. 2011,-act.: Juan Gil Fernández |
| 1. 1713-1721: Padre Bartolomé Alcázar, académico fundador 2. 1724-1731: Lorenzo Folch de Cardona 3. 1731-1742: Carlos de la Reguera 4. 1742-1764: Agustín de Montiano y Luyando 5. 1764-1796: Felipe Samaniego 6. 1796-1821: Manuel Valbuena 7. 1822-1826: Cándido Beltrán de Caicedo 8. 1831-1838: José Musso y Valiente 9. 1845-1865: Ventura de la Vega 10. 1871-1901: Cayetano Fernández 11. 1902-1924: Juan Antonio Cavestany 12. 1925-1929: Eduardo Gómez de Baquero 13. 1931-1944: Ignacio Bolívar y Urrutia 14. 1948-1953: Emilio Fernández Galiano 15. 1953-1962: Julio Rey Pastor 16. 1962-1989: Manuel Halcón Villalón-Daoiz, marqués de Villar de Tajo 17. 1991-2013: José Luis Sampedro Sáez 18. 2016-act.: Manuel Gutiérrez Aragón | 1. 1847-1865: Antonio Alcalá Galiano y Fernández de Villavicencio 2. 1870-1879: Adelardo López de Ayala 3. 1881-1891: Gabino Tejado y Rodríguez 4. 1905: Federico Balart Elgueta. N’est pas entré en fonction. 5. 1907: Valentín Gómez Gómez 6. 1908-1915: Padre Luis Coloma 7. 1916-1933: Wenceslao Ramírez de Villa-Urrutia, marqués de Villa-Urrutia 8. 1935-1947: Miguel Artigas Ferrando 9. 1950-1975: Carlos Martínez de Campos y Serrano, duque de la Torre 10. 1977-1986: Manuel de Terán Álvarez 11. 1986-2001: Jesús Aguirre y Ortiz de Zárate, duque de Alba 12. 2003-2011: Luis Ángel Rojo Duque 13. 2012-act.: José B. Terceiro Lomba |
| 1. 1713-1750: Padre José Casani, académico fundador 2. 1750-1768: Padre José Carrasco 3. 1768-1802: Tomás Antonio Sánchez de Uribe 4. 1802-1814: José Antonio Conde y García. Pasó la N en 1818 5. 1814-1824: Juan Pérez Villamil y Paredes 6. 1831-1845: Vicente González Arnao 7. 1847-1878: Patricio de la Escosura Morrogh 8. 1879-1914: Emilio Alcalá Galiano y Valencia, conde de Casa-Valencia 9. 1915-1931: Pedro de Novo y Colson 10. 1931-1946: Eduardo Marquina Angulo 11. 1948-1977: José María de Cossío y Martínez Fortún 12. 1980-1987: Manuel Díez-Alegría Gutiérrez 13. 1987-1998: José María de Areilza y Martínez-Rodas, conde de Motrico 14. 2002: José Hierro del Real. N’est pas entré en fonction. 15. 2003-act.: José Manuel Sánchez Ron | 1. 1847-1865: Pedro José Pidal y Carniado, marqués de Pidal 2. 1872: Antonio Aparisi Guijarro. N’est pas entré en fonction. 3. 1875: José Godoy Alcántara. N’est pas entré en fonction. 4. 1876-1898: Vicente Barrantes Moreno 5. 1902-1905: Raimundo Fernández Villaverde, marqués de Pozo Rubio 6. 1907-1943: Francisco Rodríguez Marín 7. 1946-1950: Esteban Terradas e Illa 8. 1953-1970: Julio Palacios Martínez 9. 1972-2008: Antonio Colino López 10. 2010-act. Soledad Puértolas Villanueva |
| 1. 1713-1722: Antonio Dongo Barnuevo, académico fundador 2. 1723-1726: Juan Isidro Fajardo y Monroy 3. 1727-1738: Pedro Serrano Varona 4. 1738-1758: Pedro González 5. 1758-1763: Juan Chindurza 6. 1763: Miguel Pérez Pastor 7. 1763-1814: Bernardo de Iriarte 8. 1814-1830: José Luis Munárriz e Iraizoz 9. 1833-1848: Alberto Rodríguez de Lista y Aragón 10. 1849: José Zorrilla y Moral. N’est pas entré en fonction. y su plaza se declaró vacante. Fue vuelto a nombrar para la L en 1885 11. 1850-1875: Fermín de la Puente y Apezechea 12. 1877-1891: Pedro Antonio de Alarcón y Ariza 13. 1892-1894: Francisco Asenjo Barbieri 14. 1894-1913: Segismundo Moret y Prendergast. N’est pas entré en fonction. 15. 1920-1938: Serafín Álvarez Quintero 16. 1941-1964: Federico García Sanchiz 17. 1965-2013: Martín de Riquer Morera, conde de Casa Dávalos 18. 2016-act.: Félix de Azúa Comella                                    | 1. 1847-1872: Eugenio de Ochoa y Montel 2. 1873-1890: Luis Fernández-Guerra y Orbe 3. 1894-1906: Manuel del Palacio y Simó 4. 1910-1917: Francisco Codera y Zaidín 5. 1918-1933: Carlos María Cortezo y Prieto de Orche 6. 1935-1979: Tomás Navarro Tomás 7. 1981-2002: Emilio Lorenzo Criado 8. 2006-act.: José Manuel Blecua Perdices. Directeur de la RAE (2010-2014 ) |
| 1. 1713-1736: Francisco Pizarro, marqués de San Juan 2. 1736-1763: José Torrero y Marzo 3. 1763-1801: Gaspar de Montoya 4. 1801-1810: Francisco Patricio Berguizas 5. 1814-1834: Diego Clemencín Viñas 6. 1839-1861: Jerónimo del Campo y Roselló 7. 1862-1905: Juan Valera y Alcalá-Galiano 8. 1934: Santiago Ramón y Cajal. N’est pas entré en fonction. 9. 1936-1945: Blas Cabrera y Felipe 10. 1948-1987: Gerardo Diego Cendoya 11. 1992-1999: Claudio Rodríguez García 12. 2001-act.: Luis Mateo Díez Rodríguez | 1. 1847-1874: Antonio María Segovia 2. 1881-1898: Pedro de Madrazo y Kuntz 3. 1900-1936: Emilio Cotarelo y Mori 4. 1939-1981: José María Pemán y Pemartín 5. 1983-2001: José García Nieto 6. 2003-2019: Margarita Salas Falgueras 7. Vacante por fallecimiento |
| 1. 1713-1763: José de Solís y Gante, duque de Montellano 2. 1763-1813: Vicente Vera de Aragón y Enríquez de Navarra, duque de la Roca 3. 1814-1857: Manuel José Quintana y Lorenzo 4. 1858-1901: Leopoldo Augusto de Cueto López de Ortega, marqués de Valmar 5. 1902-1912: Juan José Herranz y Gonzalo, conde de Reparaz 6. 1916-1919: Augusto González Besada 7. 1931-1964: Julio Casares Sánchez 8. 1965-1967: Luis Ceballos Fernández de Córdoba 9. 1968-1985: Antonio Tovar Llorente 10. 1990-2016: Francisco Morales Nieva 11. 2019-act.: Carlos García Gual | 1. 1847-1878: Alejandro Oliván y Borruel 2. 1881-1913: Mariano Catalina Cobo 3. 1914-1926: Manuel de Saralegui y Medina 4. 1943-1953: Jacobo Fitz-James Stuart y Falcó, duque de Alba 5. 1954-2001: Pedro Laín Entralgo. Directeur de la RAE (1982-1987) 6. 2004-act.: Álvaro Pombo García de los Ríos |
| 1. 1713-1737: Vincencio Squarzafigo Centurión y Arriola 2. 1737-1780: Francisco Manuel de la Mata Linares 3. 1780-1790: Juan Pablo de Aragón y Azlor, duque de Villahermosa 4. 1790-1813: Antonio de Porlier y Sopranis, marqués de Bajamar 5. 1814-1821: José Vargas Ponce 6. 1829-1837: Juan Bautista Arriaza y Superviela 7. 1841-1889: Mariano Roca de Togores y Carrasco, marqués de Molins 8. 1893-1905: Francisco Silvela y de Le Vielleuze 9. 1908: Cristóbal Pérez Pastor. N’est pas entré en fonction. 10. 1909-1914: Andrés Mellado y Fernández 11. 1914-1916: Francisco Fernández de Béthencourt 12. 1918-1932: Juan de Armada y Losada, marqués de Figueroa 13. 1934-1960: Gregorio Marañón y Posadillo 14. 1961-1976: Samuel Gili Gaya 15. 1977: Miguel Mihura Santos. N’est pas entré en fonction. 16. 1979-1996: Carmen Conde Abellán 17. 1998-2014: Ana María Matute Ausejo 18. 2018 – 2020: Federico Corriente Córdoba  | 1. 1847-1863: Nicomedes Pastor Díaz Corbelle 2. 1863-1869: Isaac Núñez de Arenas 3. 1869-1883: Francisco de Paula Canalejas y Casas 4. 1889-1896: José de Castro y Serrano 5. 1897-1906: José María de Pereda y Sánchez Porrúa 6. 1920-1938: Armando Palacio Valdés 7. 1940-1949: Ángel González Palencia 8. 1954-2001: Rafael Lapesa Melgar. Directeur interino de la RAE (1987-1988) 9. 2002 – act.: José Antonio Pascual Rodríguez |
| 1. 1713-1728: Adrián Conink 2. 1728-1743: Diego Suárez de Figueroa 3. 1743-1746: Manuel Villegas y Oyarvide 4. 1746-1752: Francisco de la Huerta y Vega 5. 1752-1779: Pedro Pérez de Guzmán y Pacheco, duque de Medina Sidonia 6. 1779-1804: José Guevara Vasconcelos 7. 1804-1831: Vicente González Arnao. Pasó a la G en 1831 8. 1831-1839: José Gabriel de Silva-Bazán y Waldstein, marqués de Santa Cruz 9. 1839-1851: Bernardino Fernández de Velasco Benavides, duque de Frías 10. 1852-1882: José Caveda y Nava 11. 1885-1893: José Zorrilla y Moral 12. 1894: Ceferino González y Díaz-Tuñón, cardenal y arzobispo de Sevilla y Toledo. N’est pas entré en fonction. 13. 1895-1933: Cipriano Muñoz y Manzano, conde de la Viñaza 14. 1935-1936: Ramiro de Maeztu y Whitney 15. 1978-1982: Eugenio Montes Domínguez 16. 1984-1994: Juan Rof Carballo 17. 1996-act.: Mario Vargas Llosa, marqués de Vargas Llosa.                   | 1. 1847-1880: Juan Eugenio Hartzenbusch 2. 1880-1912: Marcelino Menéndez Pelayo 3. 1912-1954: Jacinto Benavente y Martínez. N’est pas entré en fonction.. 4. 1948-1955: Salvador González Anaya 5. 1955-1993: Joaquín Calvo Sotelo 6. 1994-act.: Emilio Lledó Iñigo |
| 1. 1713-1723: Juan de Villademoros Rico y Castrillón 2. 1724-1747: Miguel Perea 3. 1747-1756: Antonio Gaspar de Pinedo 4. 1756-1763: Jerónimo Puig 5. 1763-1794: Pedro Francisco de Luján y Silva, duque de Almodóvar 6. 1794-1814: Juan Crisóstomo Ramírez Alamanzón 7. 1814-1849: José Duaso y Latre 8. 1850-1860: Javier de Quinto, conde de Quinto 9. 1861-1875: Francisco Cutanda y Domero 10. 1879-1882: Tomás de Corral y Oña, marqués de San Gregorio 11. 1884-1888: Marcelino Aragón y Azlor, duque de Villahermosa 12. 1890-1919: Francisco Commelerán y Gómez 13. 1920-1936: Emilio Gutiérrez-Gamero y Romate 14. 1976-1978: Salvador de Madariaga y Rojo, electo en 1936, N’est pas entré en fonction. durante 40 años debido a su exilio 15. 1980-2015: Carlos Bousoño Prieto 16. 2019-act.: Juan Antonio Mayorga Ruano | 1. 1982-2001: Rafael Alvarado Ballester 2. 2003-2007: Claudio Guillén Cahen 3. 2008-act.: José María Merino |
| 1. 1713-1726: Vicente Bacallar y Sanna, marqués de San Felipe 2. 1726-1754: Francisco Antonio Zapata 3. 1754-1760: José de Rada y Aguirre 4. 1760-1787: Vicente García de la Huerta 5. 1787-1818: Pío Ignacio Lamo y Palacios, conde de Castañeda 6. 1818-1820: José Antonio Conde y García 7. 1820-1833: Ramón Cabrera y Rubio 8. 1836-1867: Eusebio María del Valle 9. 1868: Frutos Saavedra Meneses. N’est pas entré en fonction. 10. 1871-1873: Salustiano de Olózaga Almandoz 11. 1875-1889: León Galindo y de Vera 12. 1897-1920: Benito Pérez Galdós 13. 1920-1936: Leonardo Torres Quevedo 14. 1936-1947: Manuel Machado Ruiz 15. 1949-1971: Francisco Javier Sánchez Cantón 16. 1973-1999: Torcuato Luca de Tena Brunet, marqués de Luca de Tena 17. 2001-act.: Guillermo Rojo Sánchez | 1. 1982-1983: Jesús Prados Arrarte 2. 1985-2010: Valentín García Yebra 3. 2013-act.: Carme Riera Guilera |
| | 1. 1983-1996: José López Rubio 2. 1998-act.: Luis María Anson Oliart |
| 1. 1714-1732: Gonzalo Machado 2. 1733-1751: Diego de Villegas y Saavedra Quevedo 3. 1751-1774: José de Carvajal y Lancaster 4. 1774-1776: Fernando de Silva Álvarez de Toledo, duque de Alba 5. 1776-1802: José Joaquín de Silva-Bazán, marqués de Santa Cruz 6. 1802-1817: Manuel Abella 7. 1817-1818: Ramón Chimioni 8. 1818-1835: Agustín García de Arrieta 9. 1841-1858: Juan González Cabo-Reluz 10. 1859-1898: Manuel Tamayo y Baus 11. 1905-1907: Emilio Pérez Ferrari 12. 1908-1910: Melchor de Palau y Catalá 13. 1912-1934: Julián Ribera y Tarragó 14. 1935-1945: Salvador Bermúdez de Castro O'Lawlor, marqués de Lema y duque de Ripalda 15. 1945-1949: Félix de Llanos y Torriglia 16. 1950-1984: Vicente Aleixandre y Merlo 17. 1985-act.: Pere Gimferrer Torrens | 1. 1984-2002: Ángel Martín Municio 2. 2006-act.: Antonio Fernández Alba |
| 1. 1714-1740: Jerónimo Pardo 2. 1740-1767: Alonso Verdugo de Castilla, conde de Torrepalma 3. 1767-1802: Ignacio de HermoSiège 4. 1802-1816: Casimiro Flórez Canseco 5. 1817-1836: Agustín José Mestre 6. 1841-1861: Antonio Gil y Zárate 7. 1862-1884: Antonio García Gutiérrez 8. 1886-1912: Miguel Mir Noguera 9. 1914-1924: Juan Navarro Reverter 10. 1924-1967: José Martínez Ruíz, Azorín 11. 1967-1984: Guillermo Díaz-Plaja Contestí 12. 1986-1995: Julio Caro Baroja 13. 1996-2008: Ángel González Muñiz 14. 2011-act. Inés Fernández-Ordóñez Hernández | 1. 1987-2024: Francisco Rico Manrique |
| 1. 1714-1738: Mercurio Antonio López Pacheco, marqués de Villena. Directeur de la RAE (1725-1738) 2. 1738-1751: Juan Pablo López Pacheco, marqués de Villena. Directeur de la RAE (1746-1751) 3. 1751-1787: Martín de Ulloa 4. 1787-1832: Antonio Porcel Román 5. 1833-1853: Juan Nicasio Gallego 6. 1853-1872: Antonio Ferrer del Río 7. 1873-1889: Antonio Arnao 8. 1894-1917: Francisco Fernández y González 9. 1918: Fidel Fita Colomé. N’est pas entré en fonction. 10. 1918-1919: Francisco Javier Ugarte Pagés 11. 1921-1938: Manuel Linares Rivas 12. 1945-1956: Rafael Estrada y Arnáiz 13. 1957-2002: Camilo José Cela Trulock, marqués de Iria Flavia 14. 2004-2009: Carlos Castilla del Pino 15. 2011-act. Pedro Álvarez de Miranda de la Gándara | 1. 1987-2020: Gregorio Salvador Caja |
| 1. 1714-1775: Juan Curiel 2. 1775-1791: Antonio Mateos Murillo 3. 1791-1814: Ramón Cabrera y Rubio. Pasó a la N en 1820 4. 1814-1828: José Miguel de Carvajal y Vargas Manrique de Lara, duque de San Carlos 5. 1830-1848: Francisco Javier de Burgos y del Olmo 6. 1848-1853: Juan Donoso Cortés, marqués de Valdegamas 7. 1853-1860: Rafael María Baralt 8. 1860-1890: Tomás Rodríguez y Díaz Rubí 9. 1891-1899: Antonio María Fabié 10. 1904: Ángel María Dacarrete Hernández. N’est pas entré en fonction. 11. 1912: José Canalejas y Méndez. N’est pas entré en fonction. 12. 1922: Enrique Aguilera y Gamboa, marqués de Cerralbo. N’est pas entré en fonction. 13. 1924-1935: Juan Gualberto López-Valdemoro y de Quesada, conde de las Navas 14. 1935-1944: Enrique Díez Canedo 15. 1944-1971: Luis Martínez Kleiser 16. 1971-2004: Fernando Lázaro Carreter. Directeur de la RAE (1991-1998) 17. 2008-act.: Javier Marías Franco | 1. 1988-2012: Ángel Antonio Mingote Barrachina, marqués de Daroca 2. 2013-act.: Santiago Muñoz Machado (Directeur de la RAE 2018-act) |
| 1. 1714-1724: Luis Curiel 2. 1724-1744: Tomás de Montes y Corral 3. 1744-1767: Tiburcio de Aguirre Salcedo 4. 1767-1800: José Vela 5. 1800-1833: Francisco Martínez Marina 6. 1836-1857: Marcial Antonio López Quílez, barón de La Joyosa 7. 1858-1891: Manuel Cañete 8. 1891-1908: Santiago de Liniers y Gallo Alcántara, conde de Liniers 9. 1909-1934: José Alemany y Bolufer 10. 1945-1964: Wenceslao Fernández Flórez 11. 1965-2005: Julián Marías Aguilera 12. 2008-act.: Salvador Gutiérrez Ordóñez | 1. 1988-2013: José Luis Pinillos Díaz 2. 2017-act.: María Paz Battaner Arias |
| 1. 1714-1720: Jaime de Solís 2. 1721-1734: Pedro Manuel de Azevedo 3. 1734-1747: Lope Hurtado de Mendoza 4. 1747-1784: Ignacio de Ceballos 5. 1784-1790: José Miguel de Flores 6. 1790-1808: Pedro Téllez Girón, duque de Osuna 7. 1808-1845: Demetrio Ortiz 8. 1847: Félix Torres Amat 9. 1848: Jaime Balmes i Urpià. No tomo posesión 10. 1848-1864: José Joaquín de Mora 11. 1871-1873: Antonio de los Ríos y Rosas 12. 1873-1903: Gaspar Núñez de Arce 13. 1904-1919: Eduardo de Hinojosa y Naveros 14. 1920-1932: Manuel de Sandoval y Cutolí 15. 1936: Miguel de Unamuno y Jugo. N’est pas entré en fonction. 16. 1940: Isidro Gomá y Tomás, arzobispo de Toledo. N’est pas entré en fonction. 17. 1942-1970: Manuel Gómez-Moreno Martínez 18. 1972-1974: Carlos Clavería Lizana 19. 1975-2001: Manuel Alvar López. Directeur de la RAE (1988-1991) 20. 2003-act.: Arturo Pérez-Reverte Gutiérrez                                   | 1. 1997-act.: Ignacio Bosque Muñoz |
| 1. 1714-1716: Manuel de Fuentes 2. 1720-1771: José Montealegre y Andrade, marqués de Salas 3. 1777-1797: Benito Bails 4. 1797-1801: Juan de Sahagún de la Mata, conde del Carpio 5. 1801-1809: Nicasio Álvarez de Cienfuegos 6. 1814-1830: Lorenzo de Carvajal 7. 1830-1836: Juan Pablo Pérez Caballero 8. 1841-1870: Mateo Seoane y Sobral 9. 1871-1892: Manuel Silvela y de Le Vielleuze 10. 1894-1897: Francisco García Ayuso 11. 1898-1902: Isidoro Fernández Flórez, "Fernanflor" 12. 1903-1925: Antonio Maura y Montaner 13. 1927-1963: Leopoldo Eijo Garay 14. 1965-1993: Alfonso García Valdecasas y García Valdecasas 15. 1994-2013: Eduardo García de Enterría y Martínez-Carande 16. 2016-act.: Clara Janés | 1. 1996-act.: Antonio Muñoz Molina |
| 1. 1714-1752: Manuel Villegas Piñateli 2. 1752-1783: Javier Arias Dávila y Centurión, conde de Puñonrostro y marqués de Casasola 3. 1783-1811: Gaspar Melchor de Jovellanos y Ramírez 4. 1814-1833: Tomás González Carvajal 5. 1841-1882: Joaquín Ignacio Mencos y Manso de Zúñiga, conde de Guenduláin 6. 1883-1913: Alejandro Pidal y Mon 7. 1916-1927: Miguel Echegaray y Eizaguirre 8. 1939: Antonio Machado y Ruiz. N’est pas entré en fonction. 9. 1945-1995: Emilio García Gómez 10. 1997-act.: Juan Luis Cebrián Echarri | |
| 1. 1715-1720: Pedro Verdugo de Albornoz Ursúa, conde de Torrepalma 2. 1721-1730: Fernando de Bustillos y Azcona 3. 1730-1733: Manuel Pellicer de Velasco 4. 1733-1751: Blas Antonio Nasarre y Férriz 5. 1751-1767: Padre José Velasco 6. 1767-1786: Padre Juan de Aravaca 7. 1786-1796: Diego Antonio Rejón de Silva 8. 1796-1837: Joaquín Lorenzo Villanueva y Astengo 9. 1844-1855: Jerónimo de la Escosura y López de Porto 10. 1860-1894: Aureliano Fernández-Guerra y Orbe 11. 1895-1926: Eugenio Sellés y Ángel, marqués de Gerona 12. 1966: Rafael Sánchez Mazas. N’est pas entré en fonction. 13. 1968-1970: Antonio Rodríguez Moñino 14. 1972-2000: Antonio Buero Vallejo 15. 2006-2021: Francisco Brines Bañó | |
| 1. 1715-1728: Pedro Scotti de Agóiz 2. 1728-1747: Miguel Gutiérrez de Valdivia 3. 1747-1771: Juan de Iriarte y Cisneros 4. 1771-1808: Pedro de Silva y Sarmiento de Alagón Directeur de la RAE (1802-1808) 5. 1808-1833: Francisco Antonio González 6. 1839-1859: José de la Revilla Gironza 7. 1859-1885: Cándido Nocedal y Rodríguez de la Flor 8. 1889-1907: Eduardo Benot Rodríguez 9. 1908-1928: José Rodríguez Carracido 10. 1929-1956: Agustín González de Amezúa y Mayo 11. 1959: Agustín de Foxá y Torroba, conde de Foxá. N’est pas entré en fonction. 12. 1960-1983: Salvador Fernández Ramírez 13. 1984-2009: Francisco Ayala y García Duarte 14. 2014-act.: José Luis Gómez García | |

| Sections spéciales ou régionales        | Sections spéciales ou régionales          |
| --------------------------------------- | ----------------------------------------- |
| 1. 1930-1937: Antonio Rubió i Lluch     | 1. 1938-1954: Eugenio D'Ors i Rovira      |
| 1. 1928-1948: Lluís Fullana Mira        | 1. 1930-1958: Llorenç Riber i Campins     |
| 1. 1929-1950: Armando Cotarelo Valledor | 1. 1929-1959: Ramón Cabanillas Enríquez   |
| 1. 1929-1950: Julio de Urquijo e Ibarra | 1. 1928-1951: Resurrección María de Azkue |